# Kitišanci
Kitišanci – wieś w Chorwacji, w żupanii osijecko-barańskiej, w mieście Belišće. W 2011 roku liczyła 150 mieszkańców.